# Partit Comunista del Nepal (Unificat Marxista-Leninista-Maoista)
Partit Comunista del Nepal (Unificat Marxista-Leninista-Maoista) fou un partit polític del Nepal que es va formar per la unió del Partit Comunista del Nepal (Samyabadi) i el Partit Comunista del Nepal (Marxista-Leninista-Maoista) el 2005.